# Registro del Diezmo de Hersfeld

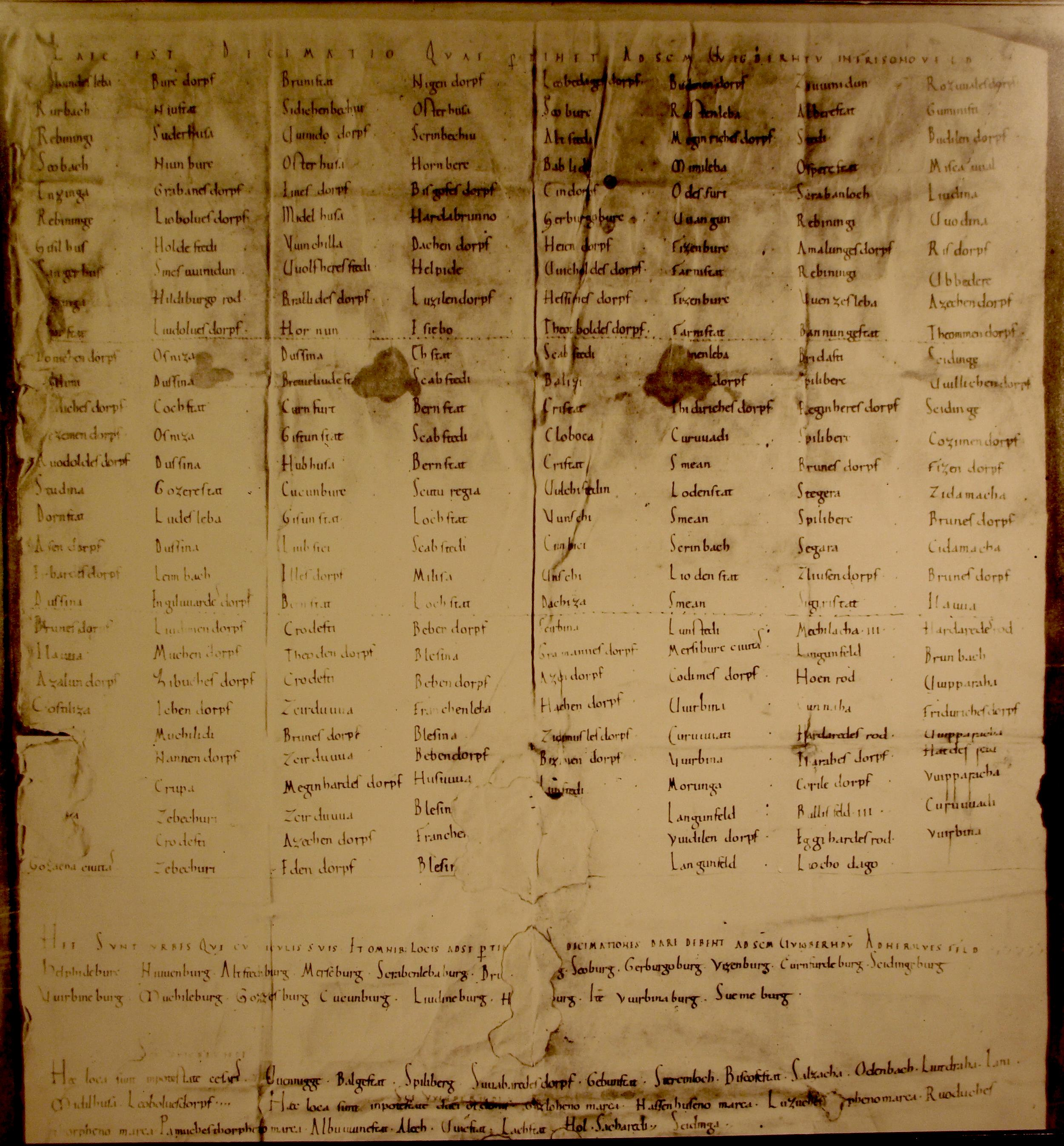
Registro del Diezmo de Hersfeld en una transcripción del.

El Registro del Diezmo de Hersfeld (en alemán: Hersfelder Zehntverzeichnis) es una lista de los lugares y castillos en el gau de Friesenfeld y Hassegau, de los que la abadía de Hersfeld recibe diezmos. El documento original está fechado entre 881 y 887 o entre 896 y 899, pero ya no existe. La lista se halló en una transcripción del siglo XI que se conserva actualmente en el Hessisches Staatsarchiv Marburg.
El registro del diezmo se divide en cuatro secciones. Muchos nombres de lugar se hallan duplicados y triplicados. La primera parte fue aparentemente compilada entre 830 y 860 y lista bajo 239 números un gran número de topónimos. La segunda parte y las siguientes fueron creadas bajo el mandato del abad Harderat, entre 889 y 899 y esta vinculada a la primera parte, listando 18 topónimos, todos ellos terminados en "-burg". En la tercera parte el texto menciona trece lugares y en la cuarta cinco mercados y siete lugares.
Muchos topónimos modernos de los actuales estados alemanes de Turingia y Sajonia-Anhalt se pueden conectar con el nombre correspondiente en el registro

## Lista de lugares
"Haec est Decimatio quae pertinet ad sanctum Wigberthvm in Frisonoveld" 
(Este es el diezmo que pertenece al bendito Wigberto en Friesenfeld)
1. [Al]bundesleba – Alvensleben, un pueblo abandonado en el emplazamiento del actual Sangerhausen
2. Rurbach – Rohrbach, un monasterio cisterciense al este de Oberöblingen
3. Rebiningi – Oberröblingen
4. Seobach – presumiblemente Seebach, parte del actual Mühlhausen
5. Enzinga – Einzingen, en la actualidad parte de Allstedt
6. Rebiningi – Niederröblingen (Helme)
7. Gisilhus – Kieselhausen, un pueblo abandonado al oeste del actual Sangerhausen.
8. Sangerhus – Sangerhausen
9. [R]eotstat – Riestedt, en la actualidad parte de Sangerhausen
10. Burcdorpf – Burgsdorf
11. Niustat – posiblemente Nienstedt (en la actualidad parte de Allstedt)
12. Suderhusa – Sotterhausen
13. Niunburc – (Beyer-)Naumburg
14. Grabanesdorpf – Grabesdorf, pueblo abandonado cerca de Beyernaumburg
15. Liobolvesdorpf – Lobesdorf, pueblo abandonado cerca de Sotterhausen
16. Holdestedi – Holdenstedt
17. Sineswinidun – Schweinswende, pueblo abandonado cerca de Bornstedt
18. Hildiburgorod – Klosterrode, en la actualidad parte de Blankenheim
19. Liudolvesdorpf
20. Brunistat – Bornstedt (bei Eisleben)
21. Sidichenbechiu – Sittichenbach, en la actualidad parte de Lutherstadt Eisleben
22. Uuinidodorpf – Wenthdorf, pueblo abandonado cerca de Osterhausen
23. Osterhusa – Groß-Osterhausen
24. Einesdorpf – Einsdorf, en la actualidad parte de Allstedt
25. Midelhusa – Mittelhausen (Allstedt)
26. Winchilla – Winkel (Helme)
27. Uuolfheresstedi – Wolferstedt
28. Brallidesdorpf
29. Hornum
30. Nigendorpf – Klosternaundorf, en la actualidad parte de Allstedt
31. Osterhusa – Klein-Osterhausen
32. Scrinbechiu – Rothenschirmbach, en la actualidad parte de Lutherstadt Eisleben
33. Hornberc – Hornburg, Saxony-Anhalt
34. Bisgofesdorpf – Bischofrode
35. Hardabrunno – Erdeborn
36. Dachendorpf – posiblemente una pronunciación alternativa de Neckendorf, Nachendorpf
37. Helpide – Helfta, en la actualidad parte de Lutherstadt Eisleben
38. Luzilendorpf – Lüttchendorf
39. Scidinge – Burgscheidungen

1. Leobedigasdorpf – Lipsdorf
2. Budinendorpf – Bündorf (Wüstung)
3. Ziuuinidum – Wenden, en la actualidad parte de Mücheln
4. Rozwalesdorpf – posiblemente Rulsdorf o Schwötzschdorf

1. Seoburc – Seeburg (Mansfelder Land)
2. Rostenleba – Roßleben
3. Alberestat – Alberstedt
4. Guministi – Kunisch
5. Rebiningi – Unterröblingen
6. Budinendorpf – probablemente Bindorf

1. Altstedi – Allstedt
2. Meginrichesdorpf – probablemente Memleben or Weningenmemleben
3. Stedi – Stedten (Mansfelder Land)
4. Budilendorpf – Bottendorf (Roßleben-Wiehe)

1. Bablide – Mönchpfiffel, en la actualidad parte de Mönchpfiffel-Nikolausrieth
2. Mimileba – Memleben o Weningenmemleben
3. Osperestat – Esperstedt (Obhausen)
4. Miscawe – presumiblemente Meuschau

1. Eindorf – presumiblemente Einsdorf
2. Odesfurt – Oßfurt
3. Scrabanloch – Schraplau
4. Gerburgoburc – Korbesberg
5. Wangen – [Klein-]Wangen
6. Wodina
7. Dachendorpf
8. Heiendorpf – Hayndorf
9. Fizinburc – Vitzenburg, desde 2004 parte de Querfurt
10. Scidinga – Kirchscheidungen

## Castillos
„Haec sunt urbes que cum viculis suis et omnibus locis ad se perti[nentibus] decimationes dare debent ad sanctum Wigberhdym ad Herolvesfeld“ (Estos son los castillos y sus granjas con todas las localidades que deben entregar diezmos al bendito Wigbert en Herodsfeld).
1. Helphideburc – Castillo de Helfta, hoy parte de Lutherstadt Eisleben
2. Niuuenburg – Beyernaumburg
3. Altstediburg – Castillo de Allstedt
4. Merseburg – Merseburg
5. Scrabenlebaburg – Schraplau
6. Bru[nstedibur]g- Bornstedt, Schweinsburg
7. Seoburg – Seeburg
8. Gerburgoburg – Korbesberg
9. Vizenburg – Castillo de Vitzenburg en Querfurt
10. Curnfurdeburg – Castillo de Querfurt
11. Scidingeburg – Castillo de Burgscheidungen
12. Uuirbineburg – Burgwerben
13. Muchileburg – Mücheln
14. Gozzesburg – Goseck
15. Cucunburg – Kuckenburg, en la actualidad parte de Esperstedt
16. Liudineburg – Lettin, en la actualidad parte de Halle
17. H[unlebab]urg – Holleben, en la actualidad parte de Teutschenthal
18. Vuirbinaburg – posiblemente Markwerben
19. Suemeburg – posiblemente Schanze junto a Korbetha-Wengelsdorf o Anlage junto a Kraßlau/Leina